# Liu Yichang (actor)
Liu Yichang (chino simplificado= 刘奕畅) es un actor chino.

## Biografía
Estudió actuación en la Academia de Teatro de Shanghai.

## Carrera
Es miembro de la agencia Yuekai Entertainment.
En abril del 2020 se unió al elenco principal de la serie The Chang'an Youth donde dio vida a Dugu Muxue, un excelente espadachín de Shangyi Guan, hasta el final de la serie el 4 de mayo del mismo año.
El 21 de octubre del 2020 se unió al elenco principal de la serie The Blooms at Ruyi Pavilion donde interpretó a Xu Ping, el señor del valle de Ju Shui y el encargado de la conspiración que crece dentro del estado de Dayu, hasta el final de la serie el 3 de diciembre del mismo año.
En el 2021 se unirá al elenco de la serie The Ideal City donde dará vida a He Yirong.

## Filmografía

### Series de televisión
| Año             | Título                                | Personaje            | Notas        |
| --------------- | ------------------------------------- | -------------------- | ------------ |
| 2021 - presente | Catch Up My Prince                    | -                    |              |
| 2021 - presente | The Ideal City                        | He Yirong            |              |
| 2021 - presente | Fantasy Westward Journey              | Xiao Hanlin          |              |
| 2021 - presente | The Secret of Not Falling in Love     | Li Jiashang          |              |
| 2020            | The Blooms at Ruyi Pavilion: Spin-off | Wen Ping             | 4 episodios  |
| 2020            | The Blooms at Ruyi Pavilion           | Xu Ping, Príncipe An | 40 episodios |
| 2020            | The Chang'an Youth                    | Dugu Muxue           | 24 episodios |
| 2020            | I've Fallen For You                   | Zhao Cuo             | 24 episodios |
| 2018            | One and Another Him                   | Peng Yilun           | 24 episodios |
| 2017            | Hot-Blooded Goddess                   | Lin Dayu             | 24 episodios |

### Películas
| Año  | Título                       | Personaje  | Notas |
| ---- | ---------------------------- | ---------- | ----- |
| 2020 | Gamer's Generation: Player S | Liu Haofan |       |
| 2019 | Our Infinite Further         | Li Xiang   |       |
| 2016 | See You Tomorrow             | Xiao Bei   |       |

## Discografía
| Año  | Título                                 | Personaje                    | Notas |
| ---- | -------------------------------------- | ---------------------------- | ----- |
| 2020 | 为我骄傲                               | OST de "The Chang'an Youth"  |       |
| 2020 | Proud of Me (为我骄傲; Wei Wo Jiao Ao) | OST de "I've Fallen For You" |       |
| 2020 | Old Ding (丁老头; Ding Lao Tou)        | OST de "I've Fallen For You" |       |